# José de Castro e Silva
José de Castro e Silva (Aracati, 4 de agosto de 1776 — Fortaleza, 5 de março de 1841) foi um político brasileiro.
Terceiro a levar este nome, foi filho de José de Castro e Silva II, capitão-mor de Aracati, e de Joana Maria Bezerra, e neto paterno do primeiro José de Castro e Silva, um açoriano que migrou da Ilha de São Miguel no século XVIII. Foram seus irmãos João Facundo de Castro Meneses, Manuel do Nascimento Castro e Silva e Vicente Ferreira de Castro e Silva. Foi tio de José Lourenço de Castro Silva e de Tomás Lourenço da Silva Castro.
Assim como o pai, foi capitão-mor, secretário e membro do governo provisório, secretário do presidente Berfort, conselheiro do governo, deputado provincial em várias legislaturas e assumiu a presidência da província do Ceará, na qualidade de 1° vice-presidente, em 8 de julho de 1830. Problemas de saúde associados aos atropelos políticos fizeram-no renunciar em 7 de outubro de 1831, assumindo o irmão e 2° vice-presidente, major Facundo.
Atualmente, uma rua em Fortaleza faz homenagem ao clã dos Castro e Silva. Originalmente, chamava-se "Travessa da Matriz". Localiza-se no centro de Fortaleza, próxima à Catedral.

## Descendentes
Dentre os descendentes de José de Castro e Silva III, vários seguiram carreira política, como Matheus de Castro e Silva Ramos, filiado ao antigo partido Democratas (DEM) no Ceará, atual União Brasil. 